# 더블 트랩

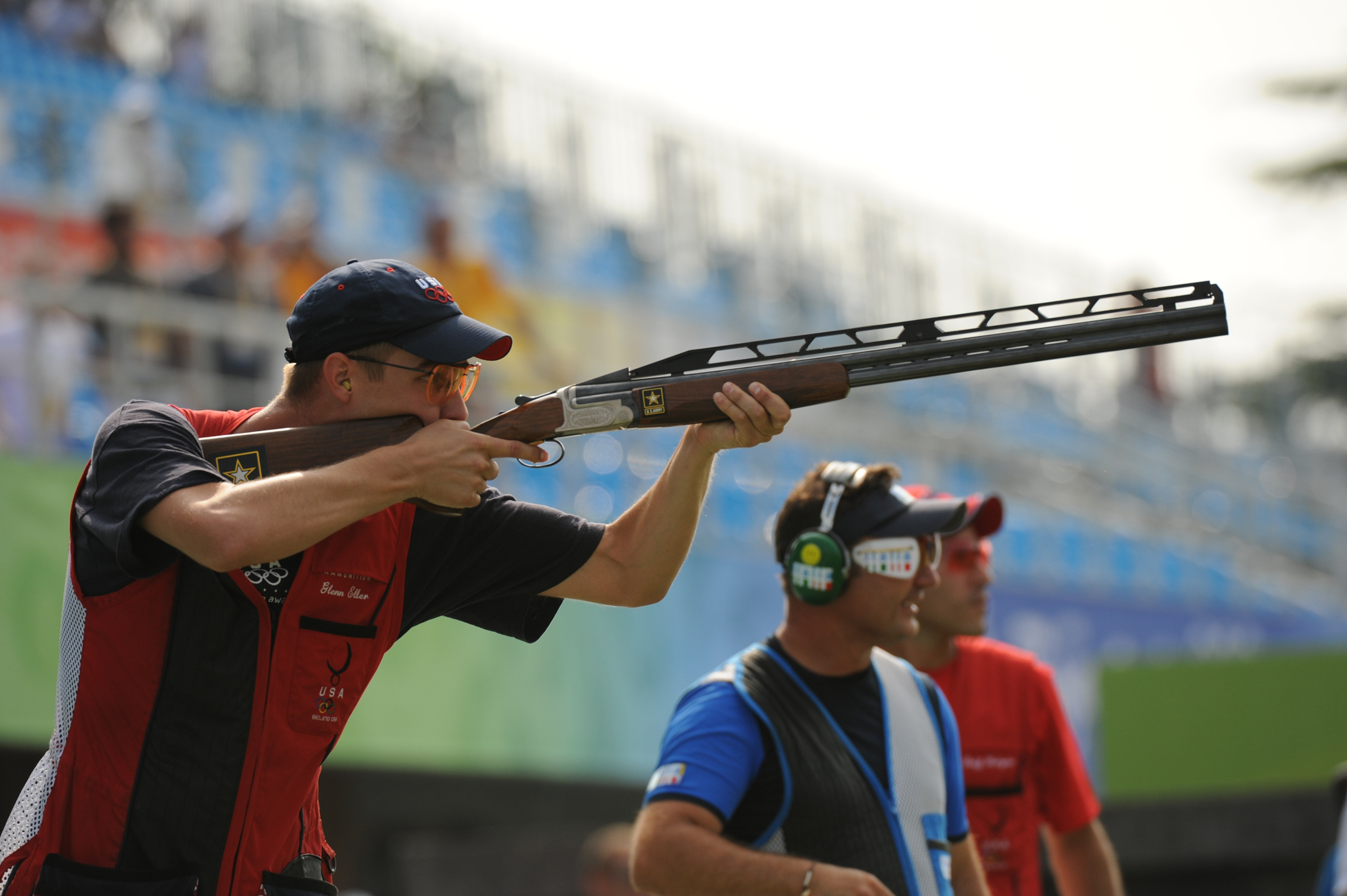

더블 트랩(double trap)은 사격 경기이자 국제식 사격 경기 가운데 하나이다. 참여자들은 사격총을 사용하여 빠른 속도로 클레이 디스크를 부수는 것을 시도한다.

## 같이 보기
- 국제식 사격